# Gaël Texier
Gaël Texier (16 de septiembre de 1975) es una deportista canadiense que compitió en taekwondo.
Ganó una medalla de bronce en el Campeonato Mundial de Taekwondo de 1999, y dos medallas de bronce en el Campeonato Panamericano de Taekwondo en los años 1994 y 2002. En los Juegos Panamericanos de 1999 consiguió una medalla de bronce.

## Palmarés internacional
| Campeonato Mundial      | Campeonato Mundial   | Campeonato Mundial | Campeonato Mundial |
| Año                     | Lugar                | Medalla            | Categoría          |
| ----------------------- | -------------------- | ------------------ | ------------------ |
| 1999                    | Edmonton (Canadá)    | Medalla de bronce  | –59 kg             |
| Juegos Panamericanos    |                      |                    |                    |
| Año                     | Lugar                | Medalla            | Categoría          |
| 1999                    | Winnipeg (Canadá)    | Medalla de bronce  | –57 kg             |
| Campeonato Panamericano |                      |                    |                    |
| Año                     | Lugar                | Medalla            | Categoría          |
| 1994                    | Heredia (Costa Rica) | Medalla de bronce  | –60 kg             |
| 2002                    | Quito (Ecuador)      | Medalla de bronce  | –59 kg             |